# Port Djema
Pour plus de détails, voir Fiche technique et Distribution.
Port Djema est un film dramatique français, sorti le 23 avril 1997. Son réalisateur, Éric Heumann, a remporté pour ce film l'Ours d'argent du meilleur réalisateur à la Berlinale 1997. Le film est partiellement tourné en Érythrée.

## Fiche technique
- Titre français : Port Djema
- Réalisation : Éric Heumann
- Scénario : Éric Heumann, Jacques Lebas et Lâm Lê
- Photographie : Giorgos Arvanitis
- Scripte: Edmée Doroszlai
- Montage : Isabelle Dedieu
- Musique : Sanjay Mishra (bande originale (en))
- Production : Marc Soustras (producteurs délégués : Théo Angelopoulos et Amedeo Pagani)
- Pays d'origine :  France /  Italie /  Grèce
- Genre : drame
- Durée : 95 minutes
- Dates de sortie : 
  -  France : 23 avril 1997
  -  Canada : 28 août 1997 (Festival international de films de Montréal) / 6 septembre 1997 (Festival international du film de Toronto)
  -  États-Unis : 27 novembre 1998

## Distribution
- Jean-Yves Dubois : Pierre Feldman
- Nathalie Boutefeu : Alice
- Christophe Odent : Jérôme Delbos
- Édouard Montoute : Ousman
- Claire Wauthion : Sœur Marie-Françoise
- Frédéric Pierrot : Antoine Barasse
- Frédéric Andréi

## Distinctions
Le film a été présenté en sélection officielle en compétition lors de Berlinale 1997.